# Palau Nadal
El Palau Nadal és un edifici al carrer de Montcada, 14 de Barcelona, catalogat com bé cultural d'interès local. Des de l'any 2015 acull el Museu de Cultures del Món, conjuntament amb el veí Palau del Marquès de Llo.

## Història
Està format per la unió de dues finques originalment separades: la més gran, a la banda dreta o septentrional, i una més petita, a la banda esquerra o meridional. El 1546, la primera va ser venuda pel mercader Jaume Antic Bargalló i la seva dona Caterina a Francina Fontarnau, vídua del mercader Bartomeu Bruch, de qui passà al seu fill Rafael Jeroni Bruch i Fontarnau, també mercader, que es va casar amb Joana Vila (††1552). El 1576, els tutors dels pubills de Rafael Jeroni Bruch vengueren la casa per 2.203 lliures al mercader Pere Voltor. Aquest va morir el 1584, i el 1610, la vídua Jerònima Canals va vendre la propietat per 3.000 lliures al cavaller Rafael de Nadal, que després d'enviudar es va fer sacerdot.
Va morir el 1625 i va ser succeït pel seu fill Jeroni de Nadal i Moner (†1645), que el 1637 va comprar la casa veïna de la banda meridional al mercader Magí Vilanova. Va ser succeït pel seu fill Francesc de Nadal i de Ripoll, que el 1656 es va casar amb Teresa Despujol i de Castells (†1684). L'hereu Jeroni de Nadal i Despujol va morir jove, i el va succeir el seu germà Manuel, que el 1709 es va casar amb Maria Isabel de Guitart-Palol i Quintana. Manuel de Nadal va morir el 1738 sense descendència, i un cop extingit l'usdefruit de la vídua, la herència va passar a mans del seu nebot Jaume d'Olives i de Nadal, fill de la seva germana Maria i de Marc d'Olives i Martí, que vivien a Ciutadella de Menorca. El va succeir el seu fill Gabriel d'Olives i Esquella, i a aquest el seu fill Bernat d'Olives i de Martorell.
El 1770, donat que calien moltes reparacions a la finca, el seu procurador Francesc Font i Badia la va establir en emfiteusi als germans Fèlix i Francesc de Magarola i Cantó, amb la imposició d'un cens de 315 lliures anuals i l'obligació d'invertir-hi 4.000 lliures en el termini de cinc anys. El 1789, Josep Francesc de Magarola i Olzina, hereu de Fèlix, va demanar permís per a reformar i unificar-ne la façana, segons un projecte del que només es va realitzar la portalada classicista i els balcons del primer pis, ja que les obres quedaren interrompudes el 1790 per la mort de Francesc de Magarola. Josep Francesc de Magarola va morir el 1803, i l'any següent, Antònia Margarit, vídua de Francesc de Magarola, el seu fill Francesc Xavier de Magarola i Margarit, Maria Rosa Casani, vídua de Josep Francesc, i Bonaventura de Magarola i Olzina, tutor dels menors d'aquest, vengueren la finca al fabricant d'indianes Gabriel Bonaplata i Roig per 39.000 lliures barcelonines. En el Padró General de fabricants del 1829, la seva fàbrica tenia dues taules d'estampar. Morí el 1837, i el seu nebot Salvador Bonaplata i Corriol, Pere Codina i Valentí Esparó, tutors dels seus fills menors d'edat, van demanar permís per a convertir una finestra en porta d'escala de veïns.
Posteriorment, s'hi van establir diferents entitats, com ara societats recreatives, excursionistes i socials. El 1967 fou expropiat per l'Ajuntament de Barcelona i el 1971 s'hi van començar les obres de rehabilitació, que van implicar grans modificacions, com ara ampliar la galeria de solana i eliminar la torre original, i la modificació d'algunes obertures; així mateix, es va afegir la galeria de la primera planta del pati principal.
El 27 de maig del 1997 s'hi va inaugurar el Museu Barbier-Mueller d'Art Precolombí de Barcelona, que hi va romandre fins al 2012.

## Descripció
Consta de planta baixa (amb testimonis d'un antic soterrani), un pis intermedi, la planta noble i un segon pis. El conjunt es cobreix amb un terrat pla transitable, a excepció de la crugia del carrer de Montcada i un cos cap a la banda posterior, que ho fan amb una teulada en vessant.
La façana destaca per la presència d'elements estilísticament molt dissemblants de diferents èpoques. És especialment a la planta baixa on es poden observar més clarament els testimonis estructurals i materials dels diferents projectes arquitectònics. Així, a l'eix central d'aquest frontis hi ha una gran portalada neoclàssica de pedra amb un arc central adovellat, el qual queda flanquejat a sengles costats per dos parelles de pilastres amb basa i capitell dòric que sostenen un entaulament també d'ordre dòric que es corona amb una motllura esculpida. La monumentalitat de la clau de l'arc destaca, tot disposant d'una major grandària respecte de la resta de peces, augmentada aquesta per l'escut central que hi presenta. L'entaulament de la portalada serveix de base al balcó central del primer pis, el qual comparteix part de la dita estructura per configurar la seva volada.
A la planta baixa es conserva també una altra portalada en forma d'arc de mig punt rebaixat i una finestra motllurada amb arc conopial que imposta en dues mènsules amb els busts d'un home i d'una dona, suposadament retrats de la parella de mercaders Rafael Jeroni Bruch i Joana Vila (segle xvi), moment en què s'haurien construït els estudis en un nivell intermedi entre la planta baixa i la noble. Tanmateix, a sota del balcó més proper a la mitgera amb el Palau del Marquès de Llo és visible el testimoni d'una finestra de similars característiques que actualment és cegada. El darrer pis conserva en aquesta zona l'estructura torrejada de l'edifici medieval, i a continuació s'hi desenvolupa una solana o galeria amb pilars de pedra octogonals, restaurada a la segona meitat del segle xx.
Les finestres de la planta noble que s'obren al carrer de Montcada destaquen per una fesomia purament barroca, amb llinda recta i muntants motllurats, obertes a un balcó en voladís.
A l'interior de l'edifici destaca especialment el pati descobert, al voltant del qual s'articulen i obren les estances dels diversos nivells. Tant a la planta baixa com al primer pis, només en queden alguns testimonis d'obertures barroques (portes amb llinda recta i brancals motllurats) que queden vistes a sota dels arrebossats foscos que recobreixen les divisions de les diferents sales d'exposició del museu que actualment acull l'edifici.
El pati descobert és un espai quadrangular de reduïdes dimensions, molt probablement fruit de les intervencions que n'haurien reduït considerablement l'amplària. Aquest supòsit de l'existència d'un pati de majors dimensions es justifica en la presència a la paret més oriental d'un arc adovellat de pedra que es correspondria molt probablement amb la volta de l'escala medieval que conduïa cap al primer pis. Actualment, només es conserva aquest arc, el qual ha quedat fossilitzat en un mur (probablement de construcció barroca) on s'obre a la planta baixa una porta que comunica amb una sala annexa, unes finestres de llindes rectes i muntant motllurats a la primera i una finestra de similar fesomia i mides més reduïdes al segon pis. Afrontada a aquest mur, es desenvolupa al primer pis una galeria d'arcs apuntats que imposten en columnes d'esvelt fust i capitell troncopiramidal amb motius florals, model que es pot emmarcar en unes cronologies relatives del segle xvi i que és molt similar al del veí Palau Aguilar (núm. 15). Aquest element hauria substituït la tribuna medieval i s'hauria construït en relació amb la dels estudis, establerts en aquesta mateixa crugia.
El gran arc de la planta baixa, situat al davant, en estil barroc, potser es va construir alhora que l'actual escala d'accés al pis noble, coberta amb voltes d'aresta i que porta als estudis.

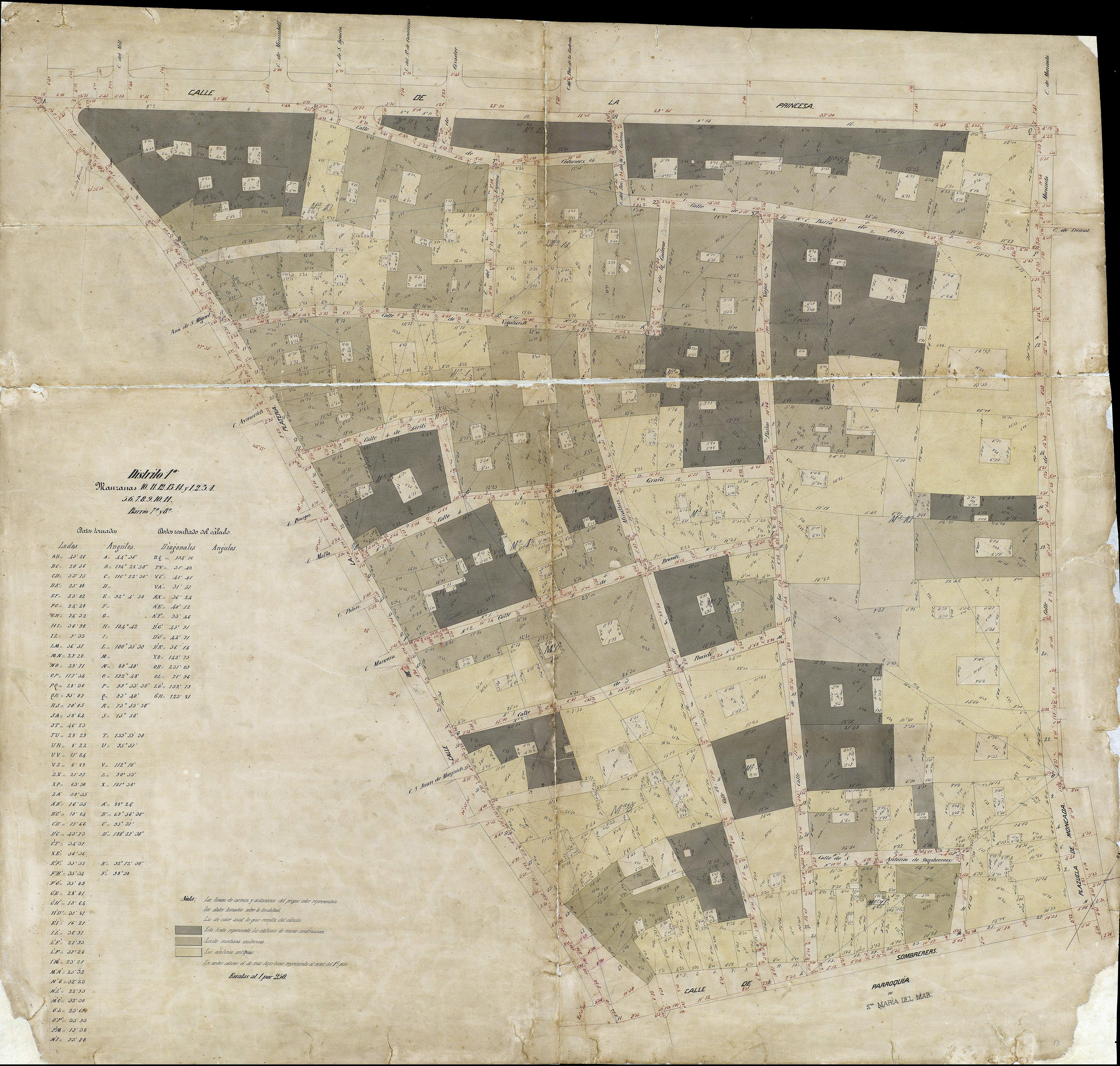
Quarteró núm. 13 de Garriga i Roca (c. 1860)